# John McMillan
Pour les articles homonymes, voir McMillan.
John McMillan, né le 4 août 1816 et mort le 12 septembre 1886, est un homme d'affaires et un homme politique canadien du Nouveau-Brunswick.

## Biographie
John McMillan naît le 4 août 1816 sur l'Île d'Aran, en Écosse, et arrive au Nouveau-Brunswick à l'âge de 16 ans. Il devient marchand de bois puis fonde une compagnie forestière et un magasin général à Campbellton.
Il se lance en politique provinciale et est élu député du Comté de Restigouche en 1857, 1861, 1865 et 1866. Il est nommé Surveyor General (équivalent de Ministre) des Ressources naturelles de 1861 à 1865, puis Maître des Postes du Nouveau-Brunswick de 1866 jusqu'à la Confédération canadienne.
Il s'intéresse ensuite à la politique fédérale et est élu député libéral de la circonscription de Restigouche le 7 août 1867. Il siège ainsi lors de la 1re législature du Canada mais ne finit pas son mandat et démissionne moins de 5 mois plus tard, le 12 février 1868, afin d'être nommé inspecteur des postes du Nouveau-Brunswick.
Il meurt à Saint-Jean le 12 septembre 1886.